# Jeziernik (stacja kolejowa)
Jeziernik – dawna wąskotorowa stacja kolejowa znajdująca się we wsi Jeziernik, w gminie Ostaszewo, w powiecie nowodworskim, w województwie pomorskim. Odcinek do Ostaszewa Żuławskiego został otwarty w 1901 roku.